# L'Endimoniada de Badalona
L'Endimoniada de Badalona és una cursa de muntanya nocturna organitzada pel Centre Excursionista de Badalona que transita en la totalitat del seu itinerari pel terme municipal durant el mes de juny. La cursa es divideix en quatre categories: homes i dones sénior (18-39 anys) i homes i dones veterans (més de 40 anys). L'Endimoniada es va organitzar per primer cop l'any 2011 amb la intenció de formar part del programa de Festes de Maig i tingué una participació d'uns 250 participants. En l'edició del 2012, l'Endimoniada va tenir una participació de 400 persones i ja en l'edició 2014 arribava a la quota màxima de participants fixada en 500 corredors.
La distància del circuit és de 18 km, i acumula un desnivell de 570 m positius. La superfície de l'itinerari està format en un 85% per terra i un 15% d'asfalt. El temps màxim per completar l'itinerari és de tres hores i mitja. El punt de sortida és a la Rambla, davant del monument a Roca i Pi, i el recorregut passa pel barri de Dalt la Vila, La Creu de Montigalà, la Coscollada, el Torrent de la Font del Pop i de nou per Dalt la Vila per acabar a la Rambla.